# Sphinx en bronze de Thoutmôsis III
Le sphinx en bronze de Thoutmôsis III est une statuette de sphinx datant de la XVIIIe dynastie sous le règne de Thoutmôsis III, qui a régné de 1479 à 1425 avant notre ère. Orné de multiples symboles du pouvoir royal, il pourrait avoir été un élément d'une serrure. Il a été acheté par le musée du Louvre en 1826, et fait partie des collections permanentes du département des antiquités égyptiennes (salle 24, aile Sully, premier étage).

## Symbolisme
La statuette est ornée d'incrustations en or mettant en évidence les symboles du pouvoir royal. Le sphinx représente le pharaon étendu sur les Neuf arcs, qui représentent les ennemis traditionnels de l'Égypte apportés en soumission. L'avant de la statuette utilise l'oiseau (le vanneau) Rekhyt pour dire : « tous les gens donnent louange », en utilisant le panier hiéroglyphe V30 𓎠 (nb) pour « tous » ; le vanneau hiéroglyphe G24 𓅛 (rḫyt) pour « le peuple », et l'étoile hiéroglyphe N14 𓇼 pour « louant » ; c'est un rébus. Des piliers Djed ornent le côté de la statuette.

## Sources et références
- « Sphinx de Thoutmôsis III », sur Musée du Louvre.